# Загуменных, Юрий Тимофеевич
Ю́рий Тимофе́евич Загу́менных (7 июня 1947, Владивосток — 11 августа 1979, Днепропетровская область) — советский футболист, защитник.

## Карьера
В начале карьеры выступал за «Луч» из Владивостока.
В 1970 году был приглашён главным тренером Евгением Горянским в «Зенит», где уверенно занял место на левом фланге обороны и на протяжении нескольких лет демонстрировал надёжный футбол. Включён в список 33 лучших футболистов сезона в СССР (1972, № 3).
В апреле 1975 года получил на тренировке тяжёлую травму. После операции на позвоночнике стал инвалидом второй группы, но не сдался и сперва начал передвигаться по комнате, а затем ходить по улице, после чего — бегать. Через полтора года сделал первый удар по мячу. В 1977 году вернулся в большой футбол. Загуменных подписал контракт с «Пахтакором». Как и в «Зените», стал одним из ключевых игроков клуба из Ташкента.
Входит в список 55 лучших футболистов в истории «Зенита» по версии издания «История „Зенита“».

## Смерть
11 августа 1979 года погиб в авиакатастрофе вместе с командой «Пахтакор».
Похоронен на Киновеевском кладбище в Санкт-Петербурге. Кенотаф установлен на Кладбище № 1 в Ташкенте.